# عبد الله حسين (لاعب كرة قدم)
محمد عبد الله حسين محمد  ، لاعب كرة قدم كويتي سابق.
و هو يلعب مع نادي النصر الكويتي.وهو من مواليد 9/1/1988 بدأ مشواره مع براعم نادي النصر عام 1998 وتدرج في المراحل السنية
إلى ان وصل إلى الفريق الأول في موسم 2007 / 2008 وسبق له ان احترف في الدوري الإماراتي مع فريق النصر ( دبي ) فريق الرديف 
وحقق بطوله الدوري في موسم 2006 / 2007 وهو يجيد اللعب في مركزي الوسط والدفاع